# Исмаэль, Валерьен
Валерье́н Исмаэ́ль (фр. Valérien Ismaël; род. 28 сентября 1975, Страсбург) — французский футболист и тренер. Главный тренер «Блэкберн Роверс».
В бытность футболиста выступал на позиции центрального защитника, Исмаэль играл за «Страсбур», «Кристал Пэлас», «Ланс», Вердер, «Бавария» и «Ганновер 96». В качестве игрока он дважды выигрывал Кубок Франции, дважды — Кубка лиги, дважды — Бундеслигу, а также дважды — Кубок Германии. После завершения карьеры он занялся тренерской работой, сначала в качестве тренера-резервистов в нескольких клубах, а затем в качестве главного тренера в «Нюрнберге», «Вольфсбурге» и австрийском клубе Бундеслиги ЛАСК, а также в клубах английского Чемпионшипа «Барнсли», «Вест Бромвич Альбион» и «Уотфорд».

## Биография
Исмаэль родился в семье отца-гваделупца и матери-эльзаски и вырос в Страсбурге на границе с Германией. Дед Исмаэля — немец.

## Клубная карьера

### Страсбур
Исмаэль дебютировал за «Страсбур» в матче против «Канн» 15 января 1994 года. За время своего первого пребывания в клубе он провёл 77 матчей в чемпионате. Кроме того, он сыграл в пяти матчах Кубка УЕФА, забив один гол.

### Кристал Пэлас
В январе 1998 года «Кристал Пэлас» подписал Исмаэля из «Страсбура» за 2,75 миллиона фунтов стерлингов, что сделало его самым дорогим игроком в истории клуба. Однако он сыграл всего 13 матчей за лондонский клуб, прежде чем вернулся в родную Францию, где стал игроком «Ланса» в октябре 1998 года.

### Ланс
В «Лансе» Исмаэль восстановил свою форму после недолгого пребывания в Англии. Он сыграл 83 матча, забив пять голов. В сезоне 2000—2001 он также ненадолго вернулся в свой бывший клуб «Страсбур». В той кампании «Страсбур» вылетел в низшую лигу, но зато Исмаэль сыграл в финале Кубка Франции 2001 года, в котором «Страсбур» победил «Амьен» по пенальти. Защитник вернулся в «Ланс» на сезон 2001—2002 в Лигу 1, где провёл 33 матча и забил четыре гола. В следующем сезоне он снова стал игроком «Страсбура» после того, как клуб вернулся в высший дивизион.

### Возвращение в Страсбур
Вернувшись в свой бывший клуб в третий раз, Исмаэль был назначен капитаном и привёл клуб к 13-му месту в турнирной таблице. За время своего последнего пребывания в «Страсбуре» он провёл 26 матчей и забил два гола. Он сыграл за свой родной клуб в общей сложности 167 матчей во всех турнирах и забил семь голов.

### Вердер
В 2003 году Исмаэля отдали в аренду «Вердеру» из Бремена, где он сыграл 32 матча и забил четыре гола. В свой первый сезон в клубе за «Вердер» он выиграл Чемпионат Германии. Спустя год он стал полноценным игроком «Вердера», где снова сыграл 32 матча и забил четыре гола. Однако в этот раз «Вердер» смог занять только третье место. Исмаэль также сыграл семь матчей в Лиге чемпионов УЕФА и забил два гола.

### Бавария

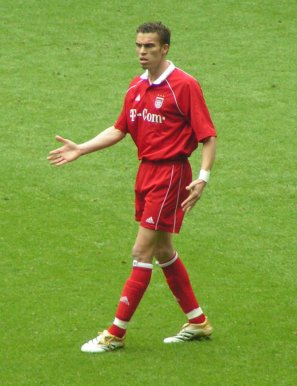
Исмаэль в составе мюнхенской «Баварии»

Исмаэль перешёл в мюнхенскую «Баварию» в июле 2005 года. В своём дебютном матче за клуб он получил красную карточку, но завершил сезон, во второй раз в своей карьере выиграв чемпионат Германии и Кубок Германии. Однако в сезоне 2006/07 он сыграл за клуб всего один матч из-за длительной травмы и в итоге в январе 2008 года перешёл в «Ганновер 96». После возвращения он провёл 31 матч за «Баварию» в Бундеслиге, не забив ни одного гола, и восемь матчей в Лиге чемпионов, организовав один гол в ворота «Милана» в проигранном матче со счётом 4:1.

### Ганновер 96
Исмаэль перешёл в «Ганновер 96», чтобы усилить слабую защиту и стать лидером для своих новых товарищей по команде. Его первая игра за «Ганновер» состоялась против его предыдущего клуба, «Баварии». Он хорошо отыграл 45 минут и помог своей команде сохранить счёт 0:0. После того как он был заменён из-за небольшой травмы, «Ганновер» пропустил три гола во втором тайме. После восстановления от травмы он стал ключевым игроком команды. Из-за дальнейших травм он завершил карьеру 5 октября 2009 года. В общей сложности он провёл за «Ганновер» 18 матчей.

## Карьера в сборной
Исмаэль выступал за сборные Франции до 18 и до 21 года. Когда его не вызвали во взрослую команду, он хотел представлять Германию. Однако его запрос отклонен немецкой футбольной ассоциацией из-за недостаточной связи с Германией. Отвечая на вопросы немецкого спортивного журнала Kicker, Исмаэль прокомментировал отчёт, который был опубликован немецким таблоидом Bild, следующим образом: «Это не совсем так. Я француз и всё ещё надеюсь, что у меня будет шанс сыграть за сборную Франции. Я чувствую себя хорошо в Германии, но не планирую выступать за эту сборную. Только если Клинсманн сам захочет меня видеть, тогда мы сможем поговорить об этом». Если бы бывший тренер сборной Германии Юрген Клинсманн заинтересовался его кандидатурой, Исмаэль был готов доказать своё происхождение.
Гернот Рор сказал о том, что Исмаэль никогда не рассматривался в качестве основного игрока: «Хотя Валериен играл за сборную до 21 года, он никогда не рассматривался в качестве основного игрока взрослой команды. Конечно, Валериен — один из лучших центральных защитников, но он никогда не был настолько хорош, чтобы конкурировать с игроками основного состава». Исмаэль считал иначе: «Раньше были громкие имена, ладно. Но сегодня я не хуже тех, кто там играет». После того как в октябре 2005 года Исмаэль снова предложил свои услуги сборной Германии, он снова получил отказ. Позже, в марте 2006 года, Немецкая футбольная ассоциация объявила, что Исмаэль не имеет права играть за Германию, потому что в августе 1996 года он играл за Францию в отборочном матче чемпионата Европы среди юношей до 21 года. Согласно правилам ФИФА, для перехода в другую сборную ему нужно было получить немецкое гражданство ещё в 1996 году.
Сообщалось, что Того также хотело вызвать Исмаэля в свою сборную на Чемпионат Мира по футболу 2006 года, учитывая, что его бывшая жена частично имеет тогское происхождение, но он отклонил это предложение так как был не заинтересован в нём.

## Тренерская карьера

### Ганновер 96
10 октября 2009 года Исмаэль стал помощником генерального менеджера «Ганновер 96». С 24 июня 2010 года он также был членом правления клуба. 28 ноября 2011 года занял должность главного тренера второй команды «Ганновер 96 II». В сезоне 2011-2012 «Ганновер II» занял шестое место, одержав 14 побед, сыграв восемь матчей вничью и потерпев 12 поражений. В сезоне 2012—2013 «Ганновер II» занял четвёртое место, одержав 16 побед, сыграв шесть матчей вничью и потерпев восемь поражений. Исмаэль ушёл 30 июня 2013 года.

### Вольфсбург II
Исмаэль был тренером «Вольфсбург II» с 1 июля 2013 года по 5 июня 2014 года. «Вольфсбург II» выиграл Северную региональную лигу в сезоне 2013—2014 и проиграл «Зонненхоф Гроссаспах» в плей-офф за выход в Бундеслигу.

### Нюрнберг

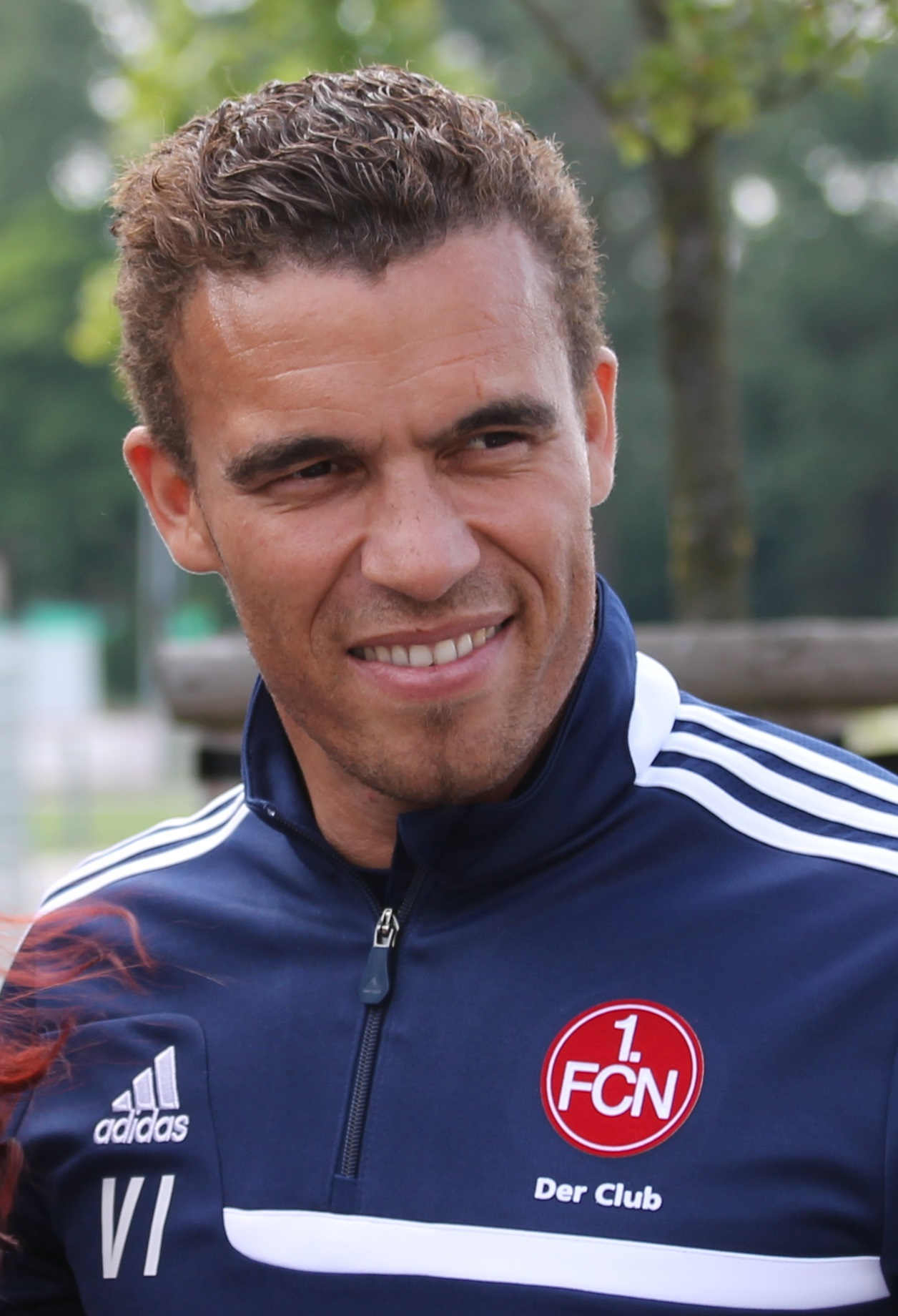
Исмаэль в качестве главного тренера «Нюрнберга» в 2014 году

Исмаэль стал новым главным тренером «Нюрнберга» 5 июня 2014 года и выиграл свой первый матч против «Эрцгебирге (футбольный клуб)|Эрцгебирге» со счётом 1:0 3 августа 2014 года. Но проиграл восемь из следующих 13 матчей and was sacked on 10 November 2014; и был уволен 10 ноября 2014 года, через три дня после поражения от «Зандхаузена» со счётом 2:1. Исмаэль завершил сезон с четырьмя победами, двумя ничьими и восемью поражениями.

### Возвращение в Вольфсбург II
Исмаэль вернулся в «Вольфсбург II» 1 июня 2015 года. Повторив успех своего первого пребывания в команде, «Вольфсбург II» выиграл Северную региональную лигу в сезоне 2015/16. Однако «Вольфсбург II» снова проиграл в плей-офф, на этот раз «Яну Регенсбургу».

### Вольфсбург
Главный тренер первой команды Дитер Хеккинг был уволен 17 октября 2016 года, и его временно заменил Исмаэль. В первых четырёх матчах под его руководством «Вольфсбургу» удалось одержать две победы. 7 ноября 2016 года Исмаэль был назначен временно исполняющим обязанности главного тренера. Исмаэль был уволен 26 февраля 2017 года.

### Аполлон Смирнис
29 мая 2018 года было объявлено, что Исмаэль подписал двухлетний контракт с клубом «Аполлон Смирнис» из Суперлиги Греции. Однако, проведя всего один матч против «Лариссы» 25 августа 2018 года, в котором «Аполлон» проиграл дома со счётом 0:1, он был уволен с поста главного тренера шесть дней спустя из-за разногласий с президентом клуба.

### ЛАСК
Исмаэль сменил Оливера Гласнера на посту главного тренера и спортивного директора австрийской команды «ЛАСК» в сезоне 2019/20 Бундеслиги Австрии. За первые несколько месяцев своего пребывания в должности он вывел команду на лучший старт в истории клуба (17 очков в 8 матчах). Он также вывел ЛАСК в плей-офф Лиги чемпионов УЕФА. После победы над фаворитом «Базелем» команда уступила «Брюгге». В первом в истории ЛАСК выступлении в Лиге Европы УЕФА команда выиграла группу вместе со «Спортингом» из Лиссабона, ПСВ из Эйндховена и «Русенборгом». После победы над «АЗ» в 1/16 финала ЛАСК проиграл «Манчестер Юнайтед». После приостановки футбольных матчей из-за пандемии COVID-19 ЛАСК начал тренироваться на пару дней раньше, чем было разрешено, и с полным контактом. Это вызвало резкую критику со стороны других клубов и СМИ. За нарушение правил, связанных с COVID-19, клуб был оштрафован на четыре очка и занял четвёртое место в чемпионате. 11 июля 2020 года ЛАСК расстался с Исмаэлем. Его преемником стал Доминик Тальхаммер.

### Барнсли
Когда осенью 2020 года Герхард Штубер решил перейти в «Нью-Йорк Ред Буллз», «Барнсли» нанял Исмаэля в качестве преемника ушедшего немца. Француз вывел команду в плей-офф Чемпионшипа сезона 2020-2021.

### Вест Бромвич Альбион
24 июня 2021 года Исмаэль присоединился к недавно вылетевшему из Английской Премьер-лиги «Вест Бромвич Альбион», подписав четырёхлетний контракт и став первым французским тренером клуба. 2 февраля 2022 года Исмаэль покинул клуб по обоюдному согласию сторон из-за плохой формы команды, оставив клуб на пятой строчке турнирной таблицы.

### Бешикташ
25 марта 2022 года Исмаэль стал тренером турецкого клуба «Бешикташ». До его прихода команду временно тренировал один из тренеров молодёжной команды, Ондер Каравели. Контракт Исмаэля действовал до конца сезона 2022—2023.

### Уотфорд
10 мая 2023 года Исмаэль присоединился к клубу «Уотфорд», выступающему в Чемпионшипе, в качестве нового главного тренера после ухода Криса Уайлдера. 9 марта 2024 года Исмаэль был уволен с поста главного тренера «Уотфорда» после всего одной победы в десяти матчах чемпионата; его последней игрой на этом посту стало домашнее поражение от «Ковентри Сити» со счётом 2:1.

### Блэкберн Роверс
25 февраля 2025 года Исмаэль вернулся в Чемпионшип, где был назначен главным тренером «Блэкберн Роверс» по контракту на три с половиной года. Начало старта карьеры для француза сложилось крайне негативно: в первой игре под руководством нового тренера «Бродяги» зацепили ничью в матче против «Норвич Сити» (1:1), благодаря позднему голу Андреаса Ваймана, а затем потерпели пять поражений подряд от «Дерби Каунти» (2:1), «Сток Сити» (1:0), «Кардифф Сити» (2:1), «Портсмута» (1:0) и «Мидлсбро» (2:0). 12 апреля 2025 года Валерьен Исмаэль одержал первую победу в качестве наставника «Блэкберн Роверс», его команда обыграла «Лутон Таун» со счётом 1:0 на стадионе «Кенилуэрт Роуд». В итоге команда Исмаэля до последнего вела борьбу за место в плей-офф, но в крайнем туре «бродяги» разошлись миром с «Шеффилд Юнайтед» (1:1), этот результат оставил «Блэкберн» на седьмой строчке турнирной таблицы и в двух очках от топ-6.

## Личная жизнь
Исмаэль женат на своей немецкой супруге Каролине. У него есть сын (родился в 1995 году) от первого брака. 25 апреля 2013 года Исмаэль получил немецкое гражданство.

## Тренерская статистика
| Команда              | Начало работы   | Завершение работы | Показатели | Показатели | Показатели | Показатели | Показатели | Показатели | Показатели | Показатели | Прим.         |
| Команда              | Начало работы   | Завершение работы | М          | В          | Н          | П          | МЗ         | МП         | РМ         | % побед    | Прим.         |
| -------------------- | --------------- | ----------------- | ---------- | ---------- | ---------- | ---------- | ---------- | ---------- | ---------- | ---------- | ------------- |
| Ганновер 96 II       | 28 Ноября 2011  | 30 Июня 2013      | 49         | 24         | 10         | 15         | 94         | 66         | +28        | 048,98     | [ 20 ] [ 21 ] |
| Вольфсбург II        | 1 Июль 2013     | 5 Июнь 2014       | 36         | 23         | 6          | 7          | 85         | 29         | +56        | 063,89     | [ 24 ]        |
| Нюрнберга            | 5 Июня 2014     | 10 Ноября 2014    | 14         | 4          | 2          | 8          | 14         | 25         | −11        | 028,57     | [ 27 ]        |
| Вольфсбург II        | 1 Июня 2015     | 17 Октября 2016   | 48         | 30         | 8          | 10         | 105        | 42         | +63        | 062,50     | [ 33 ] [ 58 ] |
| Вольфсбург           | 17 Октября 2016 | 26 Февраля 2017   | 17         | 6          | 1          | 10         | 17         | 26         | −9         | 035,29     | [ 35 ]        |
| Аполлон Смирнис      | 29 Мая 2018     | 31 Августа 2018   | 1          | 0          | 0          | 1          | 0          | 1          | −1         | 000,00     | [ 59 ]        |
| ЛАСК                 | 27 Мая 2019     | 11 Июля 2020      | 50         | 31         | 6          | 13         | 102        | 57         | +45        | 062,00     | [ 60 ]        |
| Барнсли              | 23 Октября 2020 | 24 Июня 2021      | 44         | 25         | 6          | 13         | 56         | 43         | +13        | 056,82     | [ 61 ]        |
| Вест Бромвич Альбион | 24 Июня 2021    | 2 Февраля 2022    | 31         | 12         | 9          | 10         | 35         | 32         | +3         | 038,71     | [ 62 ]        |
| Бешикташ             | 25 Марта 2022   | 26 Октября 2022   | 19         | 8          | 8          | 3          | 32         | 23         | +9         | 042,11     | [ 63 ]        |
| Уотфорд              | 10 Мая 2023     | 9 Марта 2024      | 41         | 12         | 14         | 15         | 56         | 57         | −1         | 029,27     |               |
| Блэкберн Роверс      | 25 Февраля 2025 |                   | 15         | 4          | 3          | 8          | 16         | 19         | −3         | 026,67     |               |
| Итого                | Итого           | Итого             | 364        | 178        | 73         | 113        | 610        | 418        | +192       | 048,90     | —             |

## Достижения

### В качестве игрока
«Страсбур»
- Обладатель Кубока Франции: 2000-01
- Обладатель Кубка французской лиги: 1996-97
- Победитель полуфинала Кубка Интертото: 1995

«Ленс»
- Обладатель Кубка французской лиги: 1998-99

«Вердер»
- Чемпион Бундеслиги: 2003-04
- Обладатель Кубка Германии: 2003-04

«Бавария»
- Чемпион Бундеслиги: 2005-06
- Обладатель Кубка Германии: 2005-06

### В качестве тренера
«Вольфсбург II»
- Чемпион Региональной лиги «Север»: 2013-14; 2015-16